# Giro del Lazio 2003
Il Giro del Lazio 2003, sessantanovesima edizione della corsa, si svolse il 20 settembre 2003 su un percorso di 196 km. La vittoria fu appannaggio dell'italiano Michele Bartoli, che completò il percorso in 4h41'47", precedendo il connazionale Mirko Celestino e lo spagnolo Juan Antonio Flecha.
Sul traguardo di Nettuno 52 ciclisti, su 149 partenti da Rieti, portarono a termine la competizione.

## Ordine d'arrivo (Top 10)
| Pos. | Corridore            | Squadra                 | Tempo    |
| ---- | -------------------- | ----------------------- | -------- |
| 1    | Michele Bartoli      | Fassa Bortolo           | 4h41'47" |
| 2    | Mirko Celestino      | Saeco                   | s.t.     |
| 3    | Juan Antonio Flecha  | iBanesto.com            | a 25"    |
| 4    | Sergio Barbero       | Lampre                  | a 39"    |
| 5    | Andrej Kašečkin      | Quick Step-Davitamon    | s.t.     |
| 6    | Gianni Faresin       | Team Gerolsteiner       | a 40"    |
| 7    | Ruggero Borghi       | Mercatone Uno-Scanavino | s.t.     |
| 8    | Martin Elmiger       | Phonak                  | a 50"    |
| 9    | Leonardo Bertagnolli | Saeco                   | s.t.     |
| 10   | Paolo Valoti         | Domina Vacanze-Elitron  | s.t.     |